# Xipibo
Xipibo (Shipibo, Šibibo, Ssipipo) je pleme Panoan Indijanaca, oko 35,000 nastanjeno u peruanskoj regiji Pucallpa. 
Naselja im se, njih preko 300, nalaze duž rijeke Río Ucayali i obližnjim jezerima. Usprkos tristogodišnjem kontaktu s Europljanima i masovnim preobračenjima na kršćanstvo, Šipibi su sačuvali svoj jezik, šamanske tradicije i vjerovanja, kao i snažan plemenski identitet. 
Šibibo rukotvorci poznati su po svojim zamršenim dizajnima na lončariji. Njihova ekonomija počiva na lovu, ribolovu i posijeci-i-spali agrikulturi. Neki od njih danas žive u Iquitosu gdje se bave prodajom svojih osebujnih rukotvorina.
Poljodjelstvo je tipa posijeci-i-spali, a uzgaja se masnioka, banana, kukuruz i grah.Osim ovoga bave se i lovom na vodene sisavce i reptile i ribolovom.

## Lokalne skupine
Šipibo Indijanci pripadaju široj skupini Chama del Ucayali u koju Mason (1950) svrstava i govornike Conibo i Cashibo. Šipibo se dalje sastoje od Caliseca, Sinabo, Manamabobo i Manava. Srodni su im Conibo.

## Jezik
jezik xipibo-conibo član je porodice panoan a ima nekoliko dijalekata, to su: shipibo, conibo (coniba), pisquibo, shetebo (setebo, setibo, xitibo, manoita), shipibo del madre de dios.

## Vanjske poveznice
- Šipibo tekstil  Arhivirana inačica izvorne stranice od 16. siječnja 2006. (Wayback Machine)
- The Indigenous Shipibo People of Amazonian Perú  Arhivirana inačica izvorne stranice od 17. lipnja 2006. (Wayback Machine)
- The Shipibo Indians
- Foto galerija